# Musée de Mongolie-Intérieure
Le musée de Mongolie-Intérieure (chinois simplifié : 内蒙古博物院 ; pinyin : nèiměnggǔ bówùyuàn) est un musée situé à Hohhot, capitale de la région autonome de Mongolie-Intérieure, en République populaire de Chine.
Il comporte les sections suivantes :
- Archéologie
- Minéraux
- Conquête spatiale
- Histoire de la Mongolie-Intérieure
- Arts et coutumes de Mongolie
- Expositions temporaires d'art
- Espace pour les enfants.

## Galerie

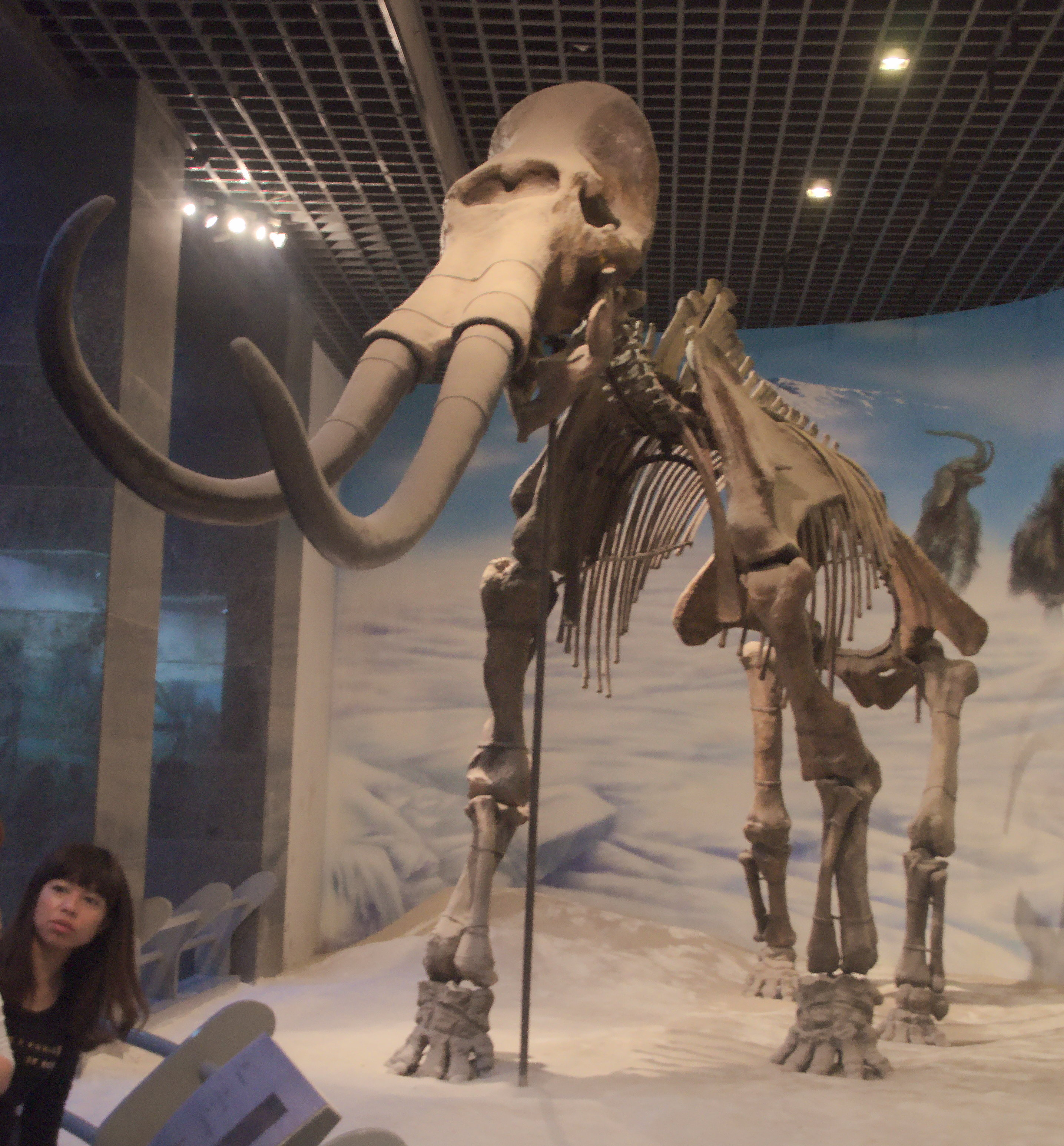
Mammuthus sungari
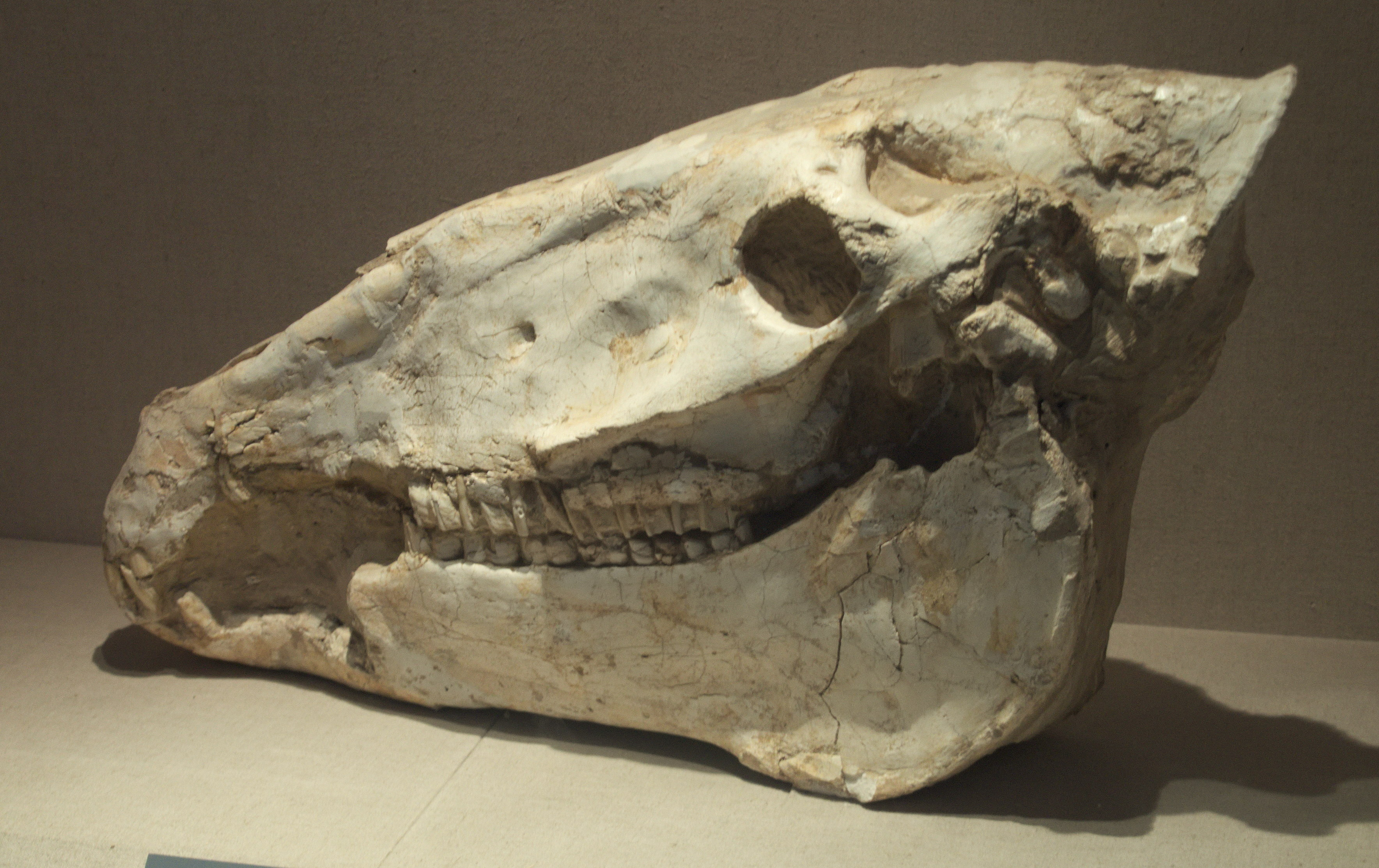
Equus eisenmannae
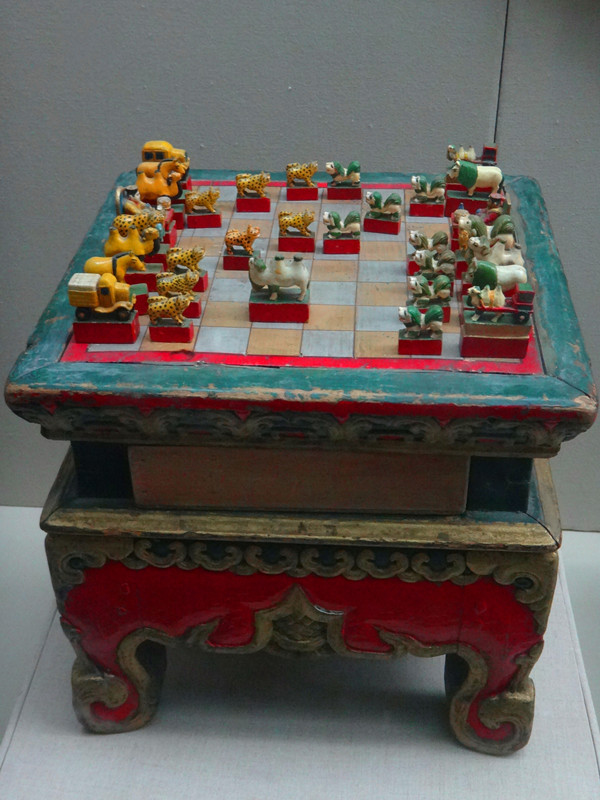
shatar (échecs chinois)